# Gare de Tincques
La gare de Tincques est une gare ferroviaire française de la ligne d'Arras à Saint-Pol-sur-Ternoise, située sur le territoire de la commune de Tincques dans le département du Pas-de-Calais, en région Hauts-de-France. 
C'est une halte voyageurs de la Société nationale des chemins de fer français (SNCF), desservie par des trains TER Hauts-de-France.

## Situation ferroviaire
Établie à 117 mètres d'altitude, la gare de Tincques est située au point kilométrique (PK) 217,992 de la ligne d'Arras à Saint-Pol-sur-Ternoise entre les gares ouvertes de Savy-Berlette et de Saint-Pol-sur-Ternoise.

## Service des voyageurs

### Accueil
Halte SNCF, c'est un point d'arrêt non géré (PANG) à accès libre.

### Desserte
Tincques est desservie par des trains TER Hauts-de-France, qui effectuent des missions entre les gares d'Arras et de Saint-Pol-sur-Ternoise.

### Intermodalité
Un parking est aménagé à ses abords.